# Benjamín Claro Velasco
Benjamín Claro Velasco (Santiago de Chile, 31 de marzo de 1902 - Santiago de Chile, 15 de octubre de 1968), abogado y político chileno, dirigente nacional de la Acción Republicana y ministro de estado de dos de los gobiernos radicales, Juan Antonio Ríos y el interinato de Alfredo Duhalde y Gabriel González Videla.

## Familia y estudios
Hijo de Samuel Claro Lastarria y Celia Velasco Lavín, estudió en el Liceo Alemán de Santiago y posteriormente en la Facultad de Derecho de la Universidad de Chile, titulándose en 1926.
En 1928 se casó en la ciudad argentina de Buenos Aires con Elisa Bindhoff, con la cual tendría una hija, posteriormente en 1942 a un mes de asumir la cartera de educación contrae matrimonio con Mary Munizaga, con quien tendría un hijo.
Ejerció la docencia en su establecimiento educacional primario en el ramo de Instrucción Cívica, además educó en el Colegio de los Sagrados Corazones de Valparaíso. En ese mismo ámbito ejerció una cátedra en derecho civil en la Universidad de Chile que culminó en 1952. También ejerció esta cátedra en la Universidad Católica de Valparaíso, además de ejercer su profesión de manera privada.

## Carrera política
Entró en la arena política con la Unión Republicana, partido del cual fue uno de sus principales dirigentes, a la fusión de este con otro grupo fue elegido primer presidente de la Acción Republicana, en 1937 siendo elegido ese mismo año como diputado por Santiago de Chile (periodo 1937-1941). En esta cámara asistió a la conferencia panamericana de Lima.
Tras su paso por la AR, se integró a las filas del partido Radical, amigo cercano del candidato presidencial de los radicales, el abogado Juan Antonio Ríos, a la postre presidente en 1942, es nombrado Ministro de Educación a fines de 1942, tras el naufragio del primer gabinete donde ocupaba dicha cartera Óscar Bustos Aburto.
Fue primer director general de Informaciones, organismo ratificado por el gobierno de Ríos en sus inicios. Bajo su ministerio se crearon los primeros liceos experimentales, la Ciudad del Niño, la Sociedad Constructora de Establecimientos Educacionales y se modificó el modelo arquitectónico de las escuelas provinciales y rurales, agilizándose la educación técnica, además participa en una reunión de ministros de educación americanos.
A la salida interina de Alfredo Duhalde, ministro de defensa, Claro subrogó en esta cartera por un breve lapso por sus conociemientos en esta materia, también subrogó en justicia con la salida del ministro Oscar Gajardo Villarroel, ideólogo de la flamante Ciudad del Niño Presidente Ríos.
Tras un breve tiempo Claro deja la cartera pero retorna en menos de un año, en 1944 a mediados de la administración Ríos es removido del cargo por la caída del gabinete, es reemplazado por Enrique Marshall Herrera.
A pesar de haber dejado el cargo, su amistad con el presidente Ríos y su habilidad en temas de defensa y hacienda logran que Claro Velasco sea invitado a la gran gira continental de Ríos, en visita a diferentes mandatarios entre estos el recién asumido presidente de los Estados Unidos Harry S. Truman.
Del viaje Ríos regresa débil y con su enfermedad en grado terminal debiendo dejar la presidencia por licencia en enero de 1946, Alfredo Duhalde, ahora vicepresidente de la república tras la Masacre de la Plaza Bulnes ve la renuncia sucesiva de contradictorios gabinetes ministeriales, en febrero, a días de la matanza, Claro Velasco retoma la cartera de Educación, en reemplazo de Juan Antonio Iribarren, ahora ministro del interior por la difícil situación que atraviesan las postrimerías de la administración Ríos con la falta del propio Ríos.
Claro Velasco dejaría la cartera en agosto debido a la inestabilidad provocada por la frustrada precandidatura interna de Duhalde.
En 1950, el sucesor de Ríos, Gabriel González Videla también miembro del Partido Radical, ve cómo el declive de su partido y sus impopulares medidas traen las consecuentes protestas y dimisiones, Claro Velasco retorna al gobierno en calidad de Ministro de Economía, en esta nueva agenda, Claro Velasco es el principal encargado de la compra del Buque Escuela Esmeralda al estado Español. A mediados de 1951 deja el cargo.
Tras su paso por los ministerios se dedica a la vida privada, participando en importantes empresas, además de pertenecer a la directiva del Club Deportivo de la Universidad de Chile, su alma mater. Fallece en su ciudad natal, la capital de Chile, Santiago, el 15 de octubre de 1968.

## Curiosidades
- En 1941, siendo presidente del Club Deportivo Universidad de Chile, formó una comisión para rediseñar el emblema, recayendo la tarea en el presidente de la filial de la «U» en Temuco, Miguel González.